# Vianópolis
Vianópolis este un oraș în Goiás (GO), Brazilia.